# Алоказия клобучковая
Алока́зия клобучко́вая (лат. Alocasia cucullata) — многолетнее вечнозелёные травянистое растение, вид рода Алоказия (Alocasia) семейства Ароидные (Araceae), типовой вид рода.

## Ботаническое описание
От маленьких до среднего размера, иногда крепкие, вечнозелёные, лазящие травы.
Стебель вертикальный, 60—100 см высотой, в основании очень разветвлённый.

### Листья
Черешки в поперечном сечении слегка D-образной формы, 25—30(80) см длиной, вложенные почти на ½ длины во влагалища, с чешуйчатыми краями. Листья в большом числе, широко-овально-сердцевидные, крупные, 10—40 см длиной, 7—28 см шириной, плотные, острые на вершине, слегка сердцевидные в основании, со сходящимися долями, обычно наклонённые. Первичные жилки по 4 с каждой стороны, начинающиеся у черешков, изгибающиеся дугообразно. Межпервичные жилки не формируют общую жилку.

### Соцветия и цветки
Соцветия появляются редко, обычно единичные, изредка парные, растут из основания листьев, сопровождаются чешуйчатыми катафиллами. Цветоножка 20—30 см длиной. Покрывало 9—15 см длиной, зелёное. Трубка покрывала 4—8 см длиной, около 2,5 см в диаметре. Пластинка покрывала формы узкой тарелки, 5—10 см длиной, 3—5 см в диаметре.
Початок 8—14 см длиной. Женская цветочная зона цилиндрическая, 1,5—2,5 см длиной, 7 мм в диаметре. Стерильный промежуток 2—3 см длиной, 3 мм в диаметре. Мужская цветочная зона 3,4 см длиной, 8 мм в диаметре, жёлтая. Придаток узкоконический, около 3,5 см длиной, 5 мм в диаметре, желтоватый.

### Плоды
Плоды — полушаровидные ягоды, 6—8 мм в диаметре, при созревании красные, образуются редко.

## Распространение
Растёт в Азии (Китай, Тайвань, Япония, Индия, Бангладеш, Шри-Ланка, Лаос, Мьянма, Таиланд), в тропических влажных лесах, на высоте до 900 м над уровнем моря.

## Практическое использование
Декоративно-лиственное растение тёплых оранжерей.
Культивируется в местах произрастания в качестве пищевого и лекарственного растения. В пищу используются стебли и корневища.
В Китае все части растения используются при укусах змей, от нарывов, при ревматизме и артритах.